# Saint-Mary
Saint-Mary är en kommun i departementet Charente i regionen Nouvelle-Aquitaine i västra Frankrike. Kommunen ligger  i kantonen Saint-Claud som ligger i arrondissementet Confolens. År 2022 hade Saint-Mary 350 invånare.

## Befolkningsutveckling
Antalet invånare i kommunen Saint-Mary
Referens:INSEE